# Kasern
Kasern (ortsüblich gesprochen mit langem, betontem «a»: [ˈkaːzɐn]) ist ein erst im 20. Jahrhundert entstandener Stadtteil der Statutar- und Landeshauptstadt Salzburg. Es ist heute zu einem großen Teil Gewerbegebiet, kleinräumige Grünflächen stehen unter Naturschutz. In Kasern befindet sich die Autobahnanschlussstelle Salzburg-Nord.

## Geographie
Kasern liegt im äußersten Norden der Stadt Salzburg (Entfernung zum Stadtzentrum etwa 5 Kilometer), wobei hier die Stadtgrenze zwischen den Gemeinden Bergheim und Hallwang fingerförmig nach Norden ausgreift. Die Grenze gegen den Stadtteil Itzling hin bildet die Westautobahn (A1). Kasern setzt sich außerhalb der Stadt in der Lengfeldensiedlung der Gemeinde Bergheim nahtlos fort.
Der Stadtteil umfasst heute (2012) etwas über 100 Adressen.
Nachbarortschaften und Stadtteile
| Lengfelden (Gem. Bergheim, Bez. Sbg.-Umgebung) |                                             | Berg (Gem. Hallwang, Bez. Sbg.-Umgebung) |
| Plain (Gem. Bergheim, Bez. Sbg.-Umgebung)      | Kompassrose, die auf Nachbargemeinden zeigt |                                          |
| Itzling                                        |                                             | Langwied                                 |

## Geschichte
Die Herkunft des Namens Kasern ist nicht eindeutig geklärt. Der erste urkundliche Beleg des Ortes stammt von 1273 unter der Bezeichnung Kaeser/Keser, 1424 Chäsar. Der Name dürfte mit anderen Kaser-Namen zusammenhängen, die häufig Almen bezeichnen, und auf ein mittellateinisches Wort casaria ,Hütte' zurückgehen, welches schon in althochdeutscher Zeit zu kasari eingedeutscht wurde. Ursprünglich könnte es zu casa ‚Haus‘ ebenso stehen wie zu caseus ‚Käse‘ für eine Käseherstellung. Mit Kaserne besteht kein Zusammenhang, daher auch die Aussprache mit betonter Anfangssilbe.
Bis ins späte 19. Jahrhundert standen in dem heutigen Stadtteil nur wenige verstreute Bauerngüter am Hangfuß des Plainberges, vor allem das Stroblgut und das Reitgütl. Am Weg nach Elixhausen lag am Rand eines großen Waldes das Jägergütl, der heutige Jägerwirt, der bereits in der Gemeinde Bergheim liegt. Im heutigen Siedlungszentrum von Kasern befanden sich am Rand des Moores die beiden – namensgebenden – Kaserngüter sowie das kleine Weberhäusel. Östlich am Söllheimerberg schloss hier ein großer Wald, das Kasernholz an.

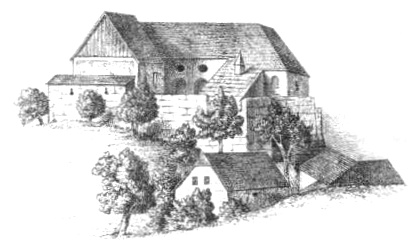
Die ehemalige Burg Radeck (Zeichnung von 1879)

Oberhalb von Kasern – auf einem Ausläufer des Plainberges – lag die alte Burg Radeck, von der nur die Kapelle und ein Portal mit dem Wappen der Grafen von Königsegg aus dem Jahr 1690 erhalten sind. Diese Burg war ursprünglich im Eigentum von Salzburger Ministerialen, der Herren von Radeck, und ist erstmals im frühen 13. Jahrhundert erwähnt. 1273 geht die Burg ins Eigentum des Erzbischofs über und war danach lange Sitz eines Pflegegerichtes. 1525 wurde die Burg im Zug der Bauernkriege niedergebrannt und bald danach wiederaufgebaut, nach 1808 verfiel sie allmählich.
Bis 1860 wurde hier von der k.k. privilegierten Kaiserin Elisabeth-Bahn (KEB) die Westbahn errichtet, womit vorerst aber noch keine Ortsentwicklung verbunden war. Zumindest wurde aber der Hofname Kasern für den Raum namensprägend, weil die Haltestelle direkt beim Gehöft lag.
Kasern als Stadtteil entstand im 20. Jahrhundert. Als erster Gewerbebetrieb siedelte sich 1919 hier die Glockengießerei Oberascher an, die zuvor im Zentrum von Salzburg neben dem Bruderhof nächst dem Kapuzinerberg in der Linzer Gasse arbeitete und von dort wegen der mit dem Betrieb verbundenen Brandgefahr weichen musste. Zur eigenen Sicherheit legte der Betrieb in Kasern einen großen Löschwasserteich an, der als Tümpel in Kasern erhalten ist.
1939 wurde Kasern mit dem gesamten Plainberg von Bergheim sowie mit dem ganzen heutigen Stadtteil Langwied von Hallwang (seinerzeit Teile der Ortschaften Berg, Esch und der Schlossgründe Söllheim) in die Stadt Salzburg eingemeindet, wodurch Kasern Anteile an den dafür geteilten Katastralgemeinden Bergheim II und Hallwang II hat.
1950 wurde der Plainberg aber wieder der Gemeinde Bergheim übergeben, dafür kam das Areal des Salzburger Schlachthofs zur Stadtgemeinde (Stadtteil Itzling Nord). Kasern blieb auch nach 1950 bei der Stadt Salzburg.
1939 wurde hier auch mit dem Bau der Westautobahn (seinerzeit Reichsautobahn, heute A1) begonnen, und bis 1941 war bis etwa Zilling die Trasse vom Walserberg her fertiggestellt, einschließlich des Talübergangs Kasern (Fahrbahndecke und Geländer fehlten, 1949–53 fertiggestellt), dann kam der Bau in den Kriegswirren zum Erliegen.
Erst in den späten 1950ern wurde der Bau vollendet, vorher war die Steigungsstrecke den Nußdorfer Hügel hinauf bei den Einheimischen für Belustigungen wie etwa Seifenkistelrennen beliebt. Bis in die 2000er war der Talübergang Kasern der letzte im Originalquerschnitt (ohne Seitenstreifen) vorhandene Brückenbau der Kriegszeit, da die Anschlussstelle Salzburg-Nord über zwei Parallelbrücken eingebunden wurde. 2011/12 wurde das Kaserner Viadukt aber generalsaniert.
2009 sperrte die Glockengießerei Oberascher, die sich zuletzt primär im Kunstguss engagiert hatte, nach über 400-jährigem Bestehen wegen Konkurses zu.

## Wirtschaft und Verkehr
Heute ist Kasern ein aufstrebendes und dicht bebautes Gewerbegebiet. So befindet sich etwa auf dem Gelände der bis 2003 existierenden Glockengießerei Oberascher das Gewerbezentrum Gusswerk, wo unter anderem von 2007 bis 2013 das Brauhaus Gusswerk angesiedelt war. Außerdem hat der große Gewerbebetrieb Palfinger in Kasern seine Niederlassung. Die nahe Auffahrt zur Westautobahn und die Lamprechtshausener Straße als nördliche Ausfallstraße von Salzburg sorgen für eine gute Verkehrsaufschließung.
Mit öffentlichem Verkehrsmittel ist Kasern erreichbar mit der städtischen Buslinie 21, und an der Westbahn liegt die Haltestelle Salzburg-Kasern, die von der S2 der S-Bahn Salzburg (Salzburg Hbf–Straßwalchen) bedient wird.

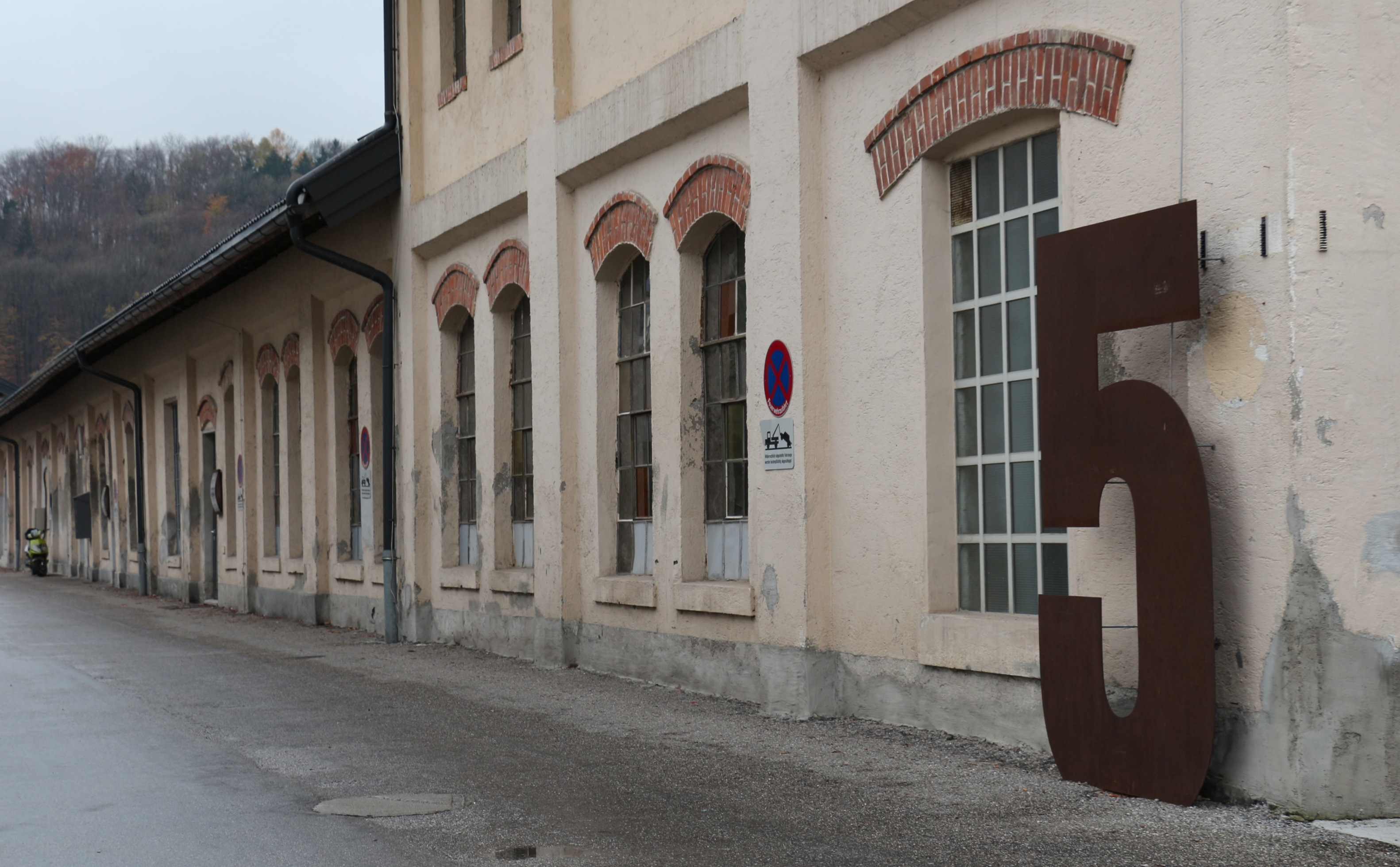
Historisches Bauobjekt des Gusswerks auf dem Gelände der ehemaligen Glockengießerei
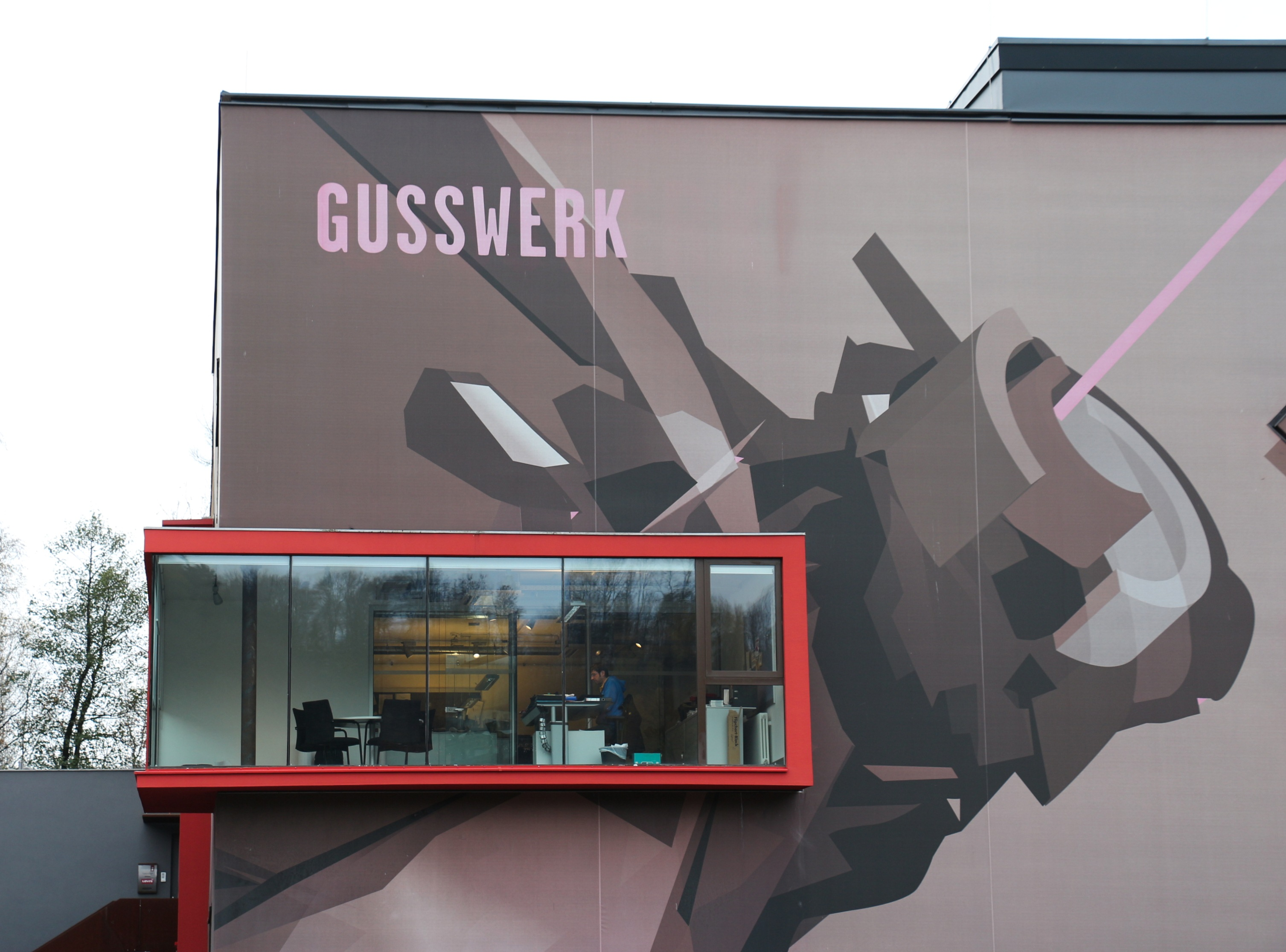
Ein Gebäude im Gusswerk
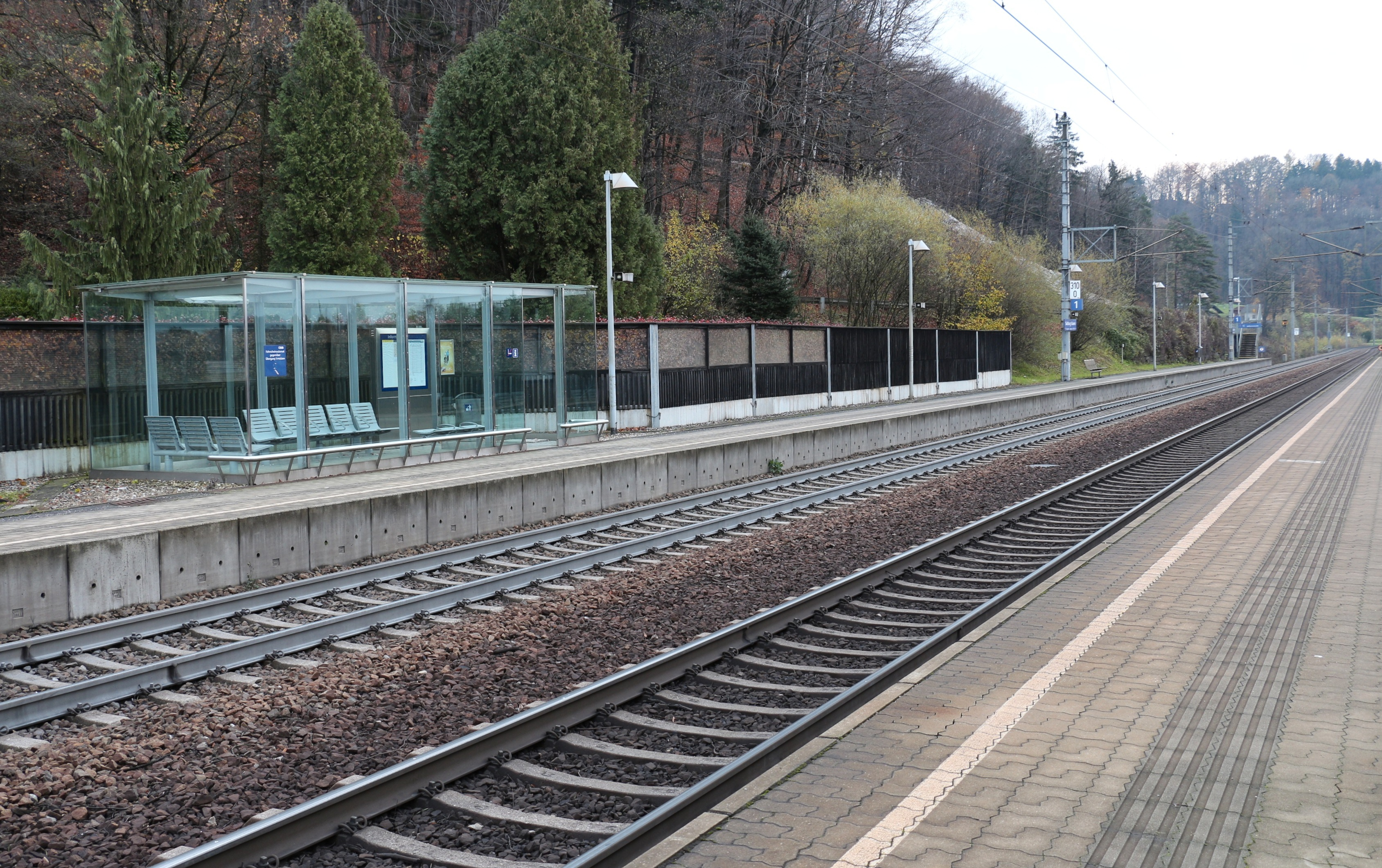
S-Bahn-Haltestelle Salzburg-Kasern
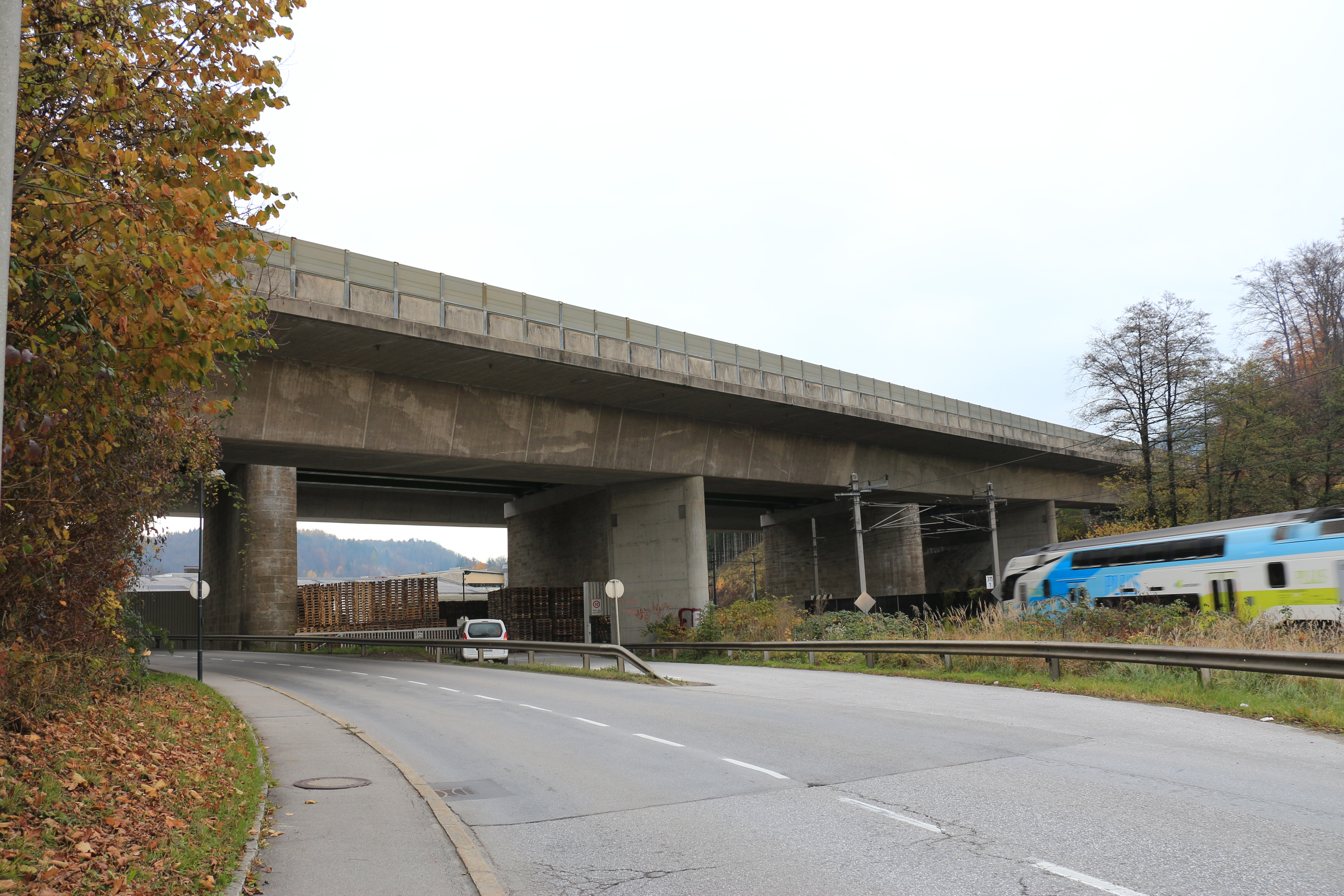
Westautobahn – Talübergang Kasern

## Der Naturraum Kasern

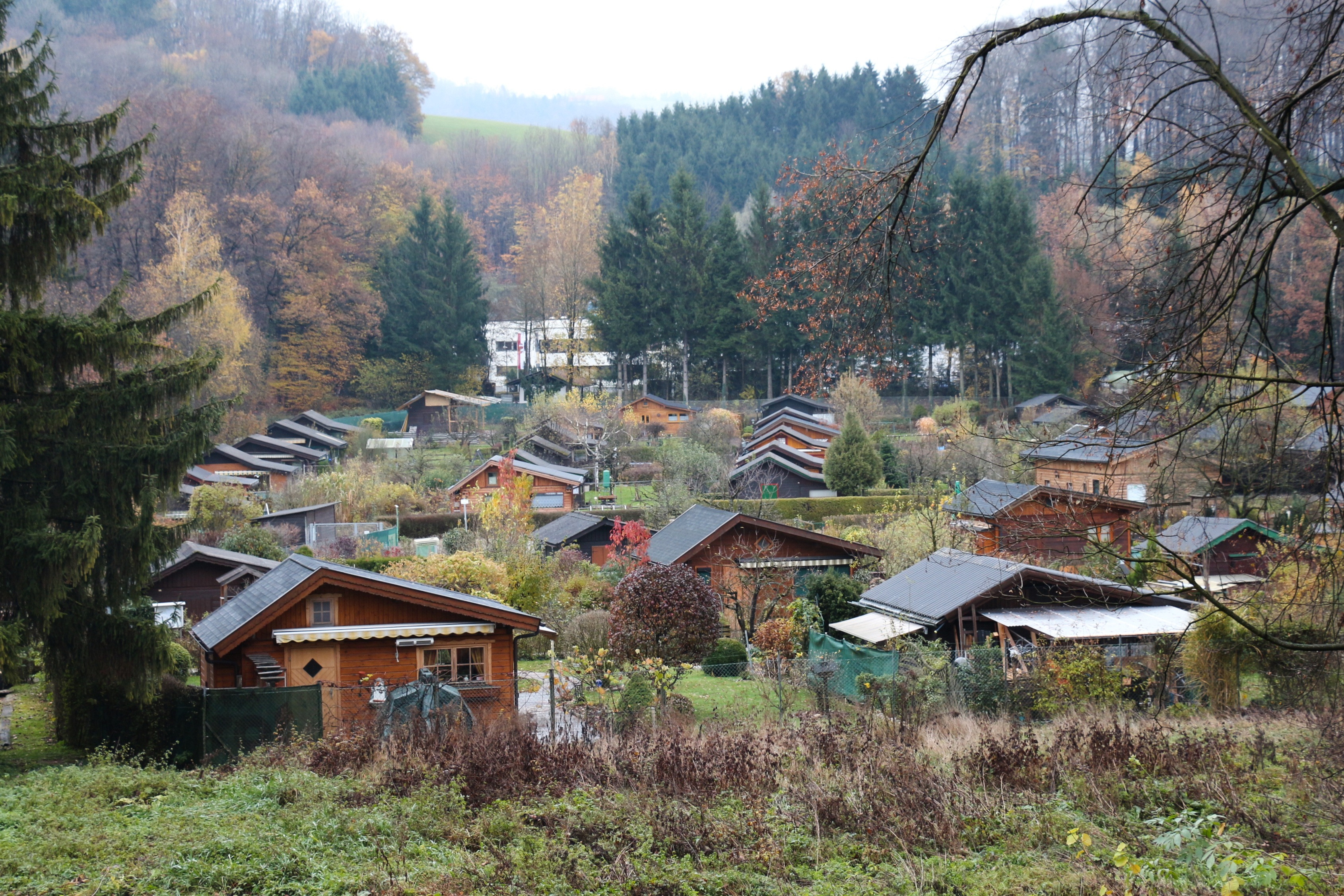
Kleingartensiedlung Kasern

Heute sind die Moore, die den Talboden des Raumes Kasern bedeckten, verschwunden. Beim Bau der Westautobahn stieß man auf gut erhaltene fossile Torfschichten, was auf die Größe der einstigen Moorlandschaft schließen lässt. Das große Kasernmoos mit seinem südlichen Ausläufer, dem Langenmoos, und das Radeckermoos, die einst die Landschaft prägten, sind entwässert und in wesentlichen Teilen bebaut. Der erhaltene Grünraum der Talniederung ist nur kleinräumig als Wiese erhalten und teilweise als Kleingartensiedlung genutzt. Der kleine Moorrest Moorwäldchen und Waldkuppen in Kasern musste 2002 infolge der immer weiter fortschreitenden Isolierung und Entwertung durch umgebendes Gewerbegebiet als Geschützter Landschaftsteil aufgelassen werden.
Bemerkenswert sind heute der erhaltene Tümpel und seine umgebende artenreiche Streuwiese, naturnahe Reste am Plainbach, sowie jene Lindenallee, die heute Wickenburg-Allee genannt wird. Der Tümpel in Kasern (GLT 21),
die Lindenallee in Kasern (GLT 56)
und ein Stück Bachlauf in Kasern (GLT 55) stehen heute als Geschützte Landschaftsteile unter Naturschutz.
Der südliche Teil des Landschaftsraums – einschließlich der beiden Nordbögen der Anschlussstelle Salzburg-Nord mit ihrem alten Waldbestand in der nordöstlichen Schleife – gehört zum Landschaftsschutzgebiet Plainberg (LSG 49).

## Persönlichkeiten
- Erik Wickenburg (1903–1998), österreichischer Journalist und Schriftsteller; im heutigen Kasern geboren

## Nachweise
1. ↑  Postleitzahl für Kasern geändert. In: salzburg24.at. 22. September 2010, archiviert vom Original (nicht mehr online verfügbar) am 6. August 2017; abgerufen am 16. Januar 2018.  Info: Der Archivlink wurde automatisch eingesetzt und noch nicht geprüft. Bitte prüfe Original- und Archivlink gemäß Anleitung und entferne dann diesen Hinweis.
2. ↑  Franz Hörburger: Salzburger Ortsnamenbuch, bearbeitet von Ingo Reiffenstein und Leopold Ziller, hrsg. von der Salzburger Gesellschaft für Landeskunde, Salzburg 1982 (ohne ISBN);
 Ingo Reiffenstein: Die Namen der Salzburger Stadtteile. In: Salzburger Volkskultur 36. Jahrgang, November 2012, S. 77, Sp. 2 (pdf, Artikel online Aus der Geschichte, stadt-salzburg.at).
Vgl. auch Ortsnamen (Etymologie). In: Salzburger Nachrichten: Salzburgwiki.
3. ↑  Franziszäischer Kataster (Layer online auf SAGIS)
4. 1 2  Glockengießerei Oberascher. In: Salzburger Nachrichten: Salzburgwiki.
5. ↑  Raumordnungsgesetz per 1. Jänner 1939; vgl. auch Ratsherrensitzung vom 13. Feber 1939; Niederschrift (AStS, BU 1541, Bl. 2–4), In: Protokolle der Ratsherrensitzungen der Gauhauptstadt Salzburg 1939–1944, AStS, BU 1541–1543, bearb. v. Magdalena Granigg, S. 8 (pdf, stadt-salzburg.at; 2,7 MB)
6. ↑  Die Nummerierung bei Katastralgemeindenteilung ist in Österreich üblich, da das die grundbücherliche Fortschreibung erleichtert.
7. ↑  Beginn des Autobahnbaus in Österreich (1945–1954): Die sonderbare Rolle der „Autobahnen“ bei Salzburg zwischen 1945 und 1954 (Seite nicht mehr abrufbar, festgestellt im April 2019. Suche in Webarchiven)  Info: Der Link wurde automatisch als defekt markiert. Bitte prüfe den Link gemäß Anleitung und entferne dann diesen Hinweis.. In: Verkehrs-Notizen, wabweb.net, abgerufen am 14. Dezember 2012; insb. Tabelle Bauzustand und Ausbau der Brücken östlich des bis 1941 fertiggestellten Teilstückes
8. ↑  Erst am 19. Juni 1953 erließ die Salzburger Landesregierung ein Verkehrsverbot „für Fußgänger, Radfahrer und nicht luftbereifte Fahrzeug sowie ein Verbot des Viehtriebs“ auf den fertiggestellten Autobahnabschnitten. Noch am 24. Jänner 1948 kamen zum „Soap-Box-Derby“ am Walserberg 20.000 Zuschauer. Angaben nach Die sonderbare Rolle …, wabweb.net.
9. ↑  A 1 West Autobahn: Start für Generalerneuerung Talübergang Kasern (Salzburg Nord) – Einengung auf zwei Fahrstreifen/Richtungsfahrbahn, ASFINAG, Presseaussendung, Salzburg, 31. März 2011, APA 20110331 OTS0087.
10. ↑  Tümpel in Kasern im Naturschutzbuch des Landes Salzburg
11. ↑  Lindenallee in Kasern im Naturschutzbuch des Landes Salzburg
12. ↑  Bachlauf in Kasern im Naturschutzbuch des Landes Salzburg